# きょしちょう座アルファ星
きょしちょう座α星 (きょしちょうざアルファせい、α Tuc / α Tucanae) は、きょしちょう座で最も明るい恒星で3等星。
この星は分光連星で、主星のきょしちょう座α星Aは橙色の巨星である。伴星は直接観測できないが、主星の固有運動の変化から存在が確認される連星である。連星系の軌道周期は11.5年である。